# Никола Михов (революционер)
Никола Михов (Миов) Яновски е български революционер, деец на Вътрешната македоно-одринска революционна организация.

## Биография
Никола Михов е роден в костурското село Желево, тогава в Османската империя. Баща му Михо (Мийо) Яновски работи на близкия до Желево чифлик на Хюсеин (Усеин) ефенди, с когото желевци имат дългогодишни спорове за собствеността на земята. Никола Яновски е сред най-активните жители на селото, които нанасят щети в чифлика на Усеин ефенди, за да го принудят да продаде земята на селяните, в резултат на което е принуден да премине в нелегалност. Участва в хайдушката чета на Коте Христов до 1904 година, когато Коте преминава на страната на гръцката въоръжена пропаганда. Заедно с желевците Трайко Додев, Йото Лулев (Люльов), Богдан Тръпчев и Васил Павлев формира селска чета на ВМОРО.
Търговецът и въжрожденски деец от Желево Хаджи Павле, баща на Васил Павлев, е убит от гъркоманска чета между Писодер и Желево. В отговор четата на ВМОРО убива гъркоманския кмет на Желево Ламбро Николов.
През 1905 година четата разбива гръцката чета на капитан Георгиос Манолис край Ощима и друга гръцка чета край Оровник. Заедно с четите на Пандо Кляшев, Атанас Кършаков, Кузо Блацки и Митре Влаха участват в редица сражения с андарти и турски аскер в областта.
През ноември 1906 година участват в сражението край Ощима, при което са убити андартите Павел Киров и Димитър Далипо, в Габреш с четата на Георгиос Цондос, в Нивици и Претор. Същата чета използва заловените гръцки тайни шифри и приготвя засада на ръководителя на гръцката пропаганда в Желево поп Ставре и го убива.
Никола Михов и четниците му участват на съвещание в Дреновени с Христо Цветков и районните ръководители на 1 август 1907 година, но са предадени и в сражение с турците оцеляват само Христо Цветков и Трайко Додов, които бягат в Желево.

Историкът на Желево Фото Томев пише за Никола Яновски:
| „ | Никола М. Яновски се проявил като голям герой. Името му станало популярно, легендарно. Хората го имали като втори Крали Марко. | “ |